# Wendenhorn
De Wendenhorn is een 3023 meter hoge bergtop in de Urner Alpen. De berg ligt ten westen van de Titlis en ten noorden van de Sustenenpas tussen de Fünffingerstöcken (ten zuidwesten) en de Grassen (ten noordoosten). Over de top van de berg loopt de grens tussen de kantons Uri en Bern.
De top van de berg bestaat geheel uit rots, die omringd wordt door een kleine gletsjer, de Chli Sustlifirn. Ondanks de geringe grootte van de gletsjer, zijn er relatief veel spleten.

## Beklimming

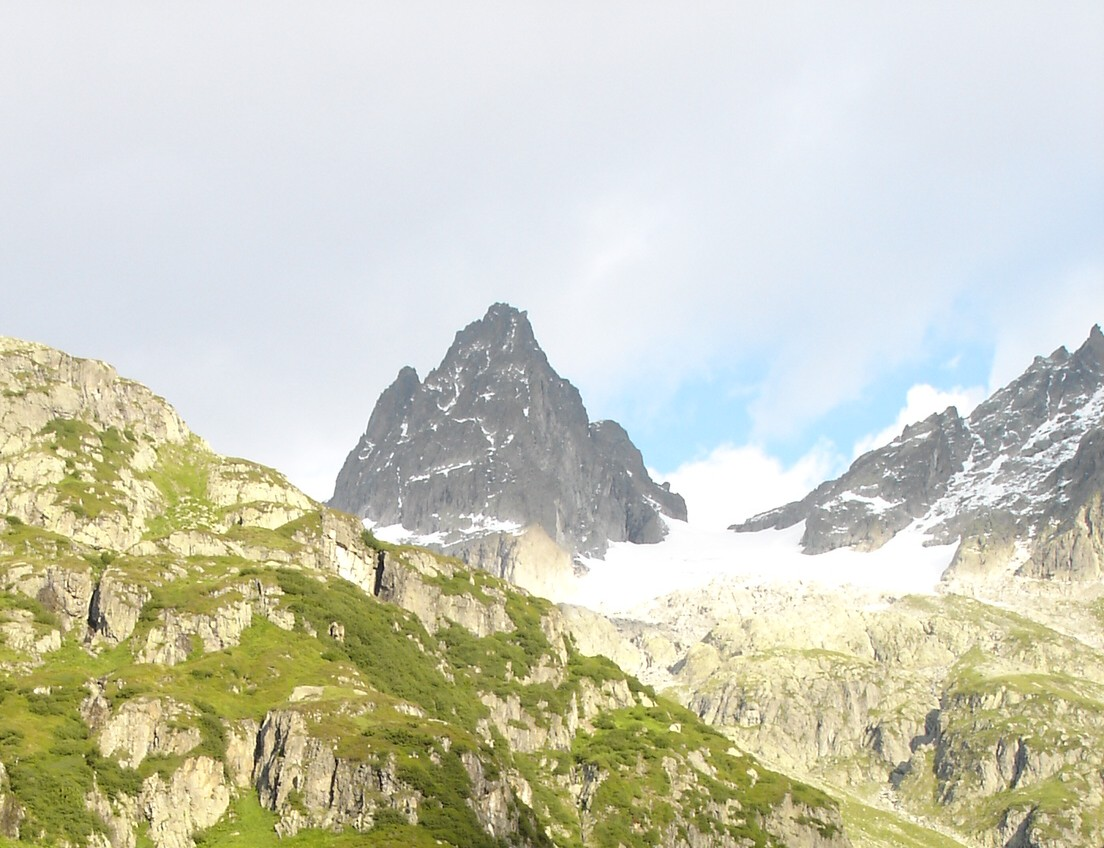
De Wendenhorn gezien vanaf het Sustenbrüggli

Uitgangspunt voor de beklimming is het zogenaamde Sustenbrüggli (1907 m) aan de Sustenenpassstraat. De eenvoudigste beklimming gaat via de Sustlihütte over de Chli Sustlifirn. Via de gletsjer wordt het zadel tussen de Fünffingerstöcken en de Wendenhorn bereikt, waarna over de westgraat (II-III) de top van de laatste beklommen kan worden. Een andere route gaat over de zuidoostgraat, waarvan de lastige eerst vier touwlengtes (V) omgaan kunnen worden, de rest heeft als moeilijkheidsgraad III. Afgedaald kan worden over de westgraat of door de noordoostwand. In de routes bevinden zich slechts spaarzaam boorhaken.